# Store Magleby (parochie)
Store Magleby is een parochie van de Deense Volkskerk in de Deense gemeente Dragør. De parochie maakt deel uit van het bisdom Kopenhagen en telt 7548 kerkleden op een bevolking van 8950 (2004). 
De parochie werd tot 1970 gerekend onder Sokkelund Herred. In 1974 werd de parochie opgenomen in de nieuwe gemeente Dragør.